# 연구윤리
연구 윤리(Research ethics)란 윤리학에서 다루는 근본적인 윤리 원칙들을 과학적 연구와 관련된 다양한 쟁점들에 적용하는 것이다. 연구 윤리에서는 인간과 동물을 대상으로 하는 실험의 설계와 이행, 연구 부정행위(위조, 자료의 날조, 복제), 내부고발, 그리고 연구 규제 등을 다룬다. 연구 윤리는 의학 연구 분야에서 가장 많이 발달되어 있다. 한편 사회 과학 분야의 연구는 의학 연구 분야와는 다른 종류의 윤리적 쟁점들을 가지고 있다.
과학적 연구에는 윤리적으로 심각하게 고려되어야 할 많은 쟁점들이 있다. 사회(과)학자들은 피실험자들의 자발적인 허락을 받아야 하며 그들의 이익을 보호해야 할 책임이 있음을 알아야 한다. 사회학자들은 연구를 통해 발견된 정보를 오용해서는 안 되고, 참여자들에 대한 일정한 도덕적 책임을 져야 한다. 그들에게는 연구에 참여하는 사람들 개인의 사생활이나 민감한 부분들 뿐 아니라 그들의 권리를 보호해야 할 의무가 있다. 관찰에 참여하는 사람들의 비밀은 반드시 지켜져야 하며, 그들의 익명성과 사생활 역시 보장되어야 한다. BSA for Sociology에서 지적하듯이, 이 모든 윤리 조항들은 불법행위나 테러행위 등 밝혀야 할 더 중요한 이유가 없다면 반드시 지켜져야 한다.
연구 윤리는 파올로 마치아리니 사건과 2005년 서울대 황우석 교수팀 사건, 이 두 가지 사건만으로도 얼마나 중요한지 알 수 있다. 파올로 마치아리니(Paolo Macchiarini)는 유명한 외과 의사였다. 그런데, 그의 치료를 받은 많은 환자가 사망하는 사건이 발생했다. 조사 결과, 마치아리니 박사는 발표한 연구 논문 데이터 일부를 조작하여, 그가 개발한 치료법의 효과성을 과장되게 표현한 것이 문제였다. 한국의 대표적인 사례는 2005년 말 서울대 황우석 교수팀의 줄기세포 연구 논문 조작 사건이다. 이 사건을 통해 연구 윤리가 연구자 개인 뿐 아니라 그룹에 속한 학문 공동체, 더 나아가 국가의 신뢰도와 경쟁력 제고에 얼마나 중요한지를 분명하게 보여주었다. 실제로 이 사건 이후, 한국의 각 기관은 연구 윤리 지침과 관련된 규정을 제정하였다.
- 정직: 정직과 진실성은 저자, 그리고 전문가 심사자나 학술지 편집진 각자가 지켜야 할 의무이다.
- 심사 과정: 동료심사 (peer review) 과정은 출판물의 질을 높이고, 새로 나온 연구 결과가 축적된 연구의 흐름에서 어느 지점에 있는지, 그것이 독창적인 것인지 판단하기 위한 필수적인 과정이다.[2]
- 윤리적 기준들: 최근 몇몇 학술지들에서는 편집자의 말을 통해 부도덕한 행위에 대한 사례들을 소개했다.[3]<ref>^ AIAA (2007). Publication Ethical Standards: Guidelines and Procedures. AIAA Jl, Vol. 45, No. 8, Editorial, No. 8, p. 1794
- 저자의 권한: 누가 저자의 권한을 주장할 수 있는가? 책을 함께 집필한 경우 저자들의 이름이 어떤 순서로 표기되어야 하는가?

## 같이 보기
- 임상시험
- 학문의 자유
- 심리학
- 정보 윤리
- 공학윤리
- 과학기술윤리
- 과학철학